# Folkets högsta domstol i Folkrepubliken Kina
Högsta folkdomstolen (kinesiska: 最高人民法院), alternativt Folkets högsta domstol, är den högsta dömande instansen i Folkrepubliken Kina exklusive de särskilda administrativa regionerna Macao och Hongkong som har sina egna rättssystem. Domare sitter på femåriga mandat och sedan 11 mars 2023 är chefsdomaren tillika domstolspresidenten Zhang Jun.

## Historia
Även om en högsta domstol grundades redan 1949, så upprättades domstolen formellt 1954 enligt Folkrepubliken Kinas konstitution. Högsta folkdomstolen är ansvarig inför Nationella folkkongressen, som också utser dess ledamöter. Enligt artikel 67 i 1982 års konstitution är det Nationella folkkongressens ständiga utskott, och inte domstolen, som har rätt att tolka konstitutionen.

## Befogenheter
Förutom att fungera som sista appellationsdomstol i fall av överklaganden av lägre instansers domar ska Högsta folkdomstolen också dirigera arbetet hos samtliga underordnade domstolar och specialdomstolar. Detta kan inkludera att ogilla lägre instansers domslut liksom att kräva nya förhör.
Sedan år 2005 kan de som dömts till döden i Kina överklaga direkt till Högsta folkdomstolen, något som tidigare inte varit möjligt. Året därpå ändrades lagen så att samtliga dödsdomar i landet uttryckligen krävde godkännande från domstolen.

## Lista över chefsdomare
Utnämnd av Kinesiska folkets politiskt rådgivande konferens:
- Shen Junru (1949-1954)

Utnämnda av Nationella folkkongressen:
- Dong Biwu (1954-1959)
- Xie Juezai (1959-1965)
- Yang Xiufeng (1965-1975)
- Jiang Hua (1975-1983)
- Zheng Tianxiang (1983-1988)
- Ren Jianxin (1988-1998)
- Xiao Yang (1998-2008)
- Wang Shengjun (2008-2013)
- Zhou Qiang (2013-2023)
- Zhang Jun (2023- )